# Batilly-en-Puisaye
Batilly-en-Puisaye é uma comuna francesa na região administrativa do Centro, no departamento Loiret. Estende-se por uma área de 19 km². Em 2010 a comuna tinha 117 habitantes (densidade: 6,2 hab./km²).